# 22575 Jayallen
22575 Jayallen è un asteroide della fascia principale. Scoperto nel 1998, presenta un'orbita caratterizzata da un semiasse maggiore pari a 2,3802706 UA e da un'eccentricità di 0,0866656, inclinata di 6,60832° rispetto all'eclittica.